# Cycling Manager 2
Cycling Manager 2 est un jeu vidéo de gestion sportive développé par Cyanide et édité par Focus Home Interactive, sorti en 2002 sur Windows.

## Accueil
- Jeux vidéo Magazine : 10/20[1]